# Torneo internacional sub-12 de fútbol 7 de Arona 2016
El Torneo Internacional LaLiga Promises de Puerto de la Cruz 2016, es la 21ª edición del torneo de fútbol base que disputan los equipos sub-12 (infantiles de primer año) en la modalidad de fútbol 7 mediante invitación de la propia organización. 
Celebrada en el mes de diciembre en el Estadio Municipal El Peñón de la ciudad de Puerto de la Cruz (Santa Cruz de Tenerife), la competición reunirá a ocho equipos de LaLiga y cuatro conjuntos internacionales de categoría.
Este torneo representa la evolución definitiva de un evento mundial creado por la Fundación El Larguero, que se basa en más de 20 años de experiencia en la organización de torneos de fútbol base en España, con el respaldo de LaLiga y su experiencia.

## Participantes
Los participantes son doce equipos infantiles de primer año que por medio de invitación de la organización disputan la XIX edición del torneo. Se dividen en tres grupos de cuatro equipos, en los que los dos primeros clasificados y los dos mejores terceros clasificados pasan a disputar la fase final.
| Grupo A                                                 | Grupo B                                                           | Grupo C                                             |
| ------------------------------------------------------- | ----------------------------------------------------------------- | --------------------------------------------------- |
| Borussia Dortmund Real Betis Real Madrid CF Valencia CF | Atlético de Madrid Juventus París Saint-Germain Sporting de Gijón | FC Barcelona Middlesbrough Sevilla FC Villarreal CF |

## Fase de grupos

### Grupo A
- Todos los horarios corresponden a la hora local de Puerto de la Cruz (UTC).

| Equipo            | Pts | PJ | PG | PE | PP | GF | GC | Dif |
| ----------------- | --- | -- | -- | -- | -- | -- | -- | --- |
| Real Betis        | 7   | 2  | 2  | 1  | 0  | 4  | 1  | +3  |
| Real Madrid       | 5   | 3  | 1  | 2  | 0  | 3  | 0  | +3  |
| Valencia          | 2   | 3  | 0  | 2  | 1  | 0  | 1  | -1  |
| Borussia Dortmund | 1   | 3  | 0  | 1  | 2  | 1  | 6  | -5  |

| 27 de diciembre de 2016, 10:00 | Valencia | 0 - 1 | Real Betis | El Peñón, Puerto de la Cruz |  |

| 27 de diciembre de 2016, 11:00 | Real Madrid | 3 - 0 | Borussia Dortmund | El Peñón, Puerto de la Cruz |  |

| 27 de diciembre de 2016, 17:00 | Real Betis | 3 - 0 | Borussia Dortmund | El Peñón, Puerto de la Cruz |  |

| 27 de diciembre de 2016, 18:30 | Real Madrid | 0 - 0 | Valencia | El Peñón, Puerto de la Cruz |  |

| 28 de diciembre de 2016, 10:00 | Borussia Dortmund | 0 - 0 | Valencia | El Peñón, Puerto de la Cruz |  |

| 28 de diciembre de 2016, 11:00 | Real Madrid | 0 - 0 | Real Betis | El Peñón, Puerto de la Cruz |  |

### Grupo B
- Todos los horarios corresponden a la hora local de Puerto de la Cruz (UTC).

| Equipo              | Pts | PJ | PG | PE | PP | GF | GC | Dif |
| ------------------- | --- | -- | -- | -- | -- | -- | -- | --- |
| París Saint-Germain | 7   | 3  | 2  | 1  | 0  | 3  | 1  | +2  |
| Atlético de Madrid  | 5   | 3  | 1  | 2  | 0  | 4  | 2  | +2  |
| Sporting de Gijón   | 3   | 3  | 1  | 0  | 2  | 3  | 4  | -1  |
| Juventus            | 1   | 3  | 0  | 1  | 2  | 0  | 3  | -3  |

| 27 de diciembre de 2016, 11:30 | Atlético de Madrid | 1 - 1 | París Saint-Germain | El Peñón, Puerto de la Cruz |  |

| 27 de diciembre de 2016, 12:30 | Juventus | 0 - 2 | Sporting de Gijón | El Peñón, Puerto de la Cruz |  |

| 27 de diciembre de 2016, 17:30 | Atlético de Madrid | 3 - 1 | Sporting de Gijón | El Peñón, Puerto de la Cruz |  |

| 27 de diciembre de 2016, 18:00 | París Saint-Germain | 1 - 0 | Juventus | El Peñón, Puerto de la Cruz |  |

| 28 de diciembre de 2016, 10:30 | Atlético de Madrid | 0 - 0 | Juventus | El Peñón, Puerto de la Cruz |  |

| 28 de diciembre de 2016, 12:30 | Sporting de Gijón | 0 - 1 | París Saint-Germain | El Peñón, Puerto de la Cruz |  |

### Grupo C
- Todos los horarios corresponden a la hora local de Puerto de la Cruz (UTC).

| Equipo        | Pts | PJ | PG | PE | PP | GF | GC | Dif |
| ------------- | --- | -- | -- | -- | -- | -- | -- | --- |
| Sevilla       | 7   | 3  | 2  | 1  | 0  | 5  | 1  | +4  |
| Villarreal    | 5   | 3  | 1  | 2  | 0  | 6  | 1  | +5  |
| FC Barcelona  | 4   | 3  | 1  | 1  | 1  | 8  | 1  | +7  |
| Middlesbrough | 0   | 3  | 0  | 0  | 3  | 0  | 16 | -16 |

| 27 de diciembre de 2016, 10:30 | FC Barcelona | 0 - 0 | Villarreal | El Peñón, Puerto de la Cruz |  |

| 27 de diciembre de 2016, 12:00 | Sevilla | 3 - 0 | Middlesbrough | El Peñón, Puerto de la Cruz |  |

| 27 de diciembre de 2016, 19:00 | Sevilla | 1 - 1 | Villarreal | El Peñón, Puerto de la Cruz |  |

| 27 de diciembre de 2016, 19:30 | FC Barcelona | 8 - 0 | Middlesbrough | El Peñón, Puerto de la Cruz |  |

| 28 de diciembre de 2016, 11:30 | FC Barcelona | 0 - 1 | Sevilla | El Peñón, Puerto de la Cruz |  |

| 28 de diciembre de 2016, 12:00 | Middlesbrough | 0 - 5 | Villarreal | El Peñón, Puerto de la Cruz |  |

## Fase Final
|  | Cuartos de final | Cuartos de final |              |       | Semifinal | Semifinal |  |  | Final | Final |
|  |                  |                  |              |       |           |           |  |  |       |       |
|  |                  |                  |              |       |           |           |  |  |       |       |
|  |                  |                  |              |       |           |           |  |  |       |       |
|  | PSG              | 0                |              |       |           |           |  |  |       |       |
|  | PSG              | 0                |              |       |           |           |  |  |       |       |
|  | FC Barcelona     | 4                |              |       |           |           |  |  |       |       |
|  | FC Barcelona     | 4                | FC Barcelona | 2     |           |           |  |  |       |       |
|  |                  |                  | FC Barcelona | 2     |           |           |  |  |       |       |
|  |                  | Real Madrid      | 0            |       |           |           |  |  |       |       |
|  | Sevilla          | Real Madrid      | 0            | 1 (0) |           |           |  |  |       |       |
|  | Sevilla          |                  |              | 1 (0) |           |           |  |  |       |       |
|  | Real Madrid (p.) | 1 (2)            |              |       |           |           |  |  |       |       |
|  | Real Madrid (p.) | 1 (2)            | FC Barcelona | 6     |           |           |  |  |       |       |
|  |                  |                  | FC Barcelona | 6     |           |           |  |  |       |       |
|  |                  | Atlético         | 1            |       |           |           |  |  |       |       |
|  | Real Betis       | Atlético         | 1            | 1     |           |           |  |  |       |       |
|  | Real Betis       |                  |              | 1     |           |           |  |  |       |       |
|  | Sporting         | 2                |              |       |           |           |  |  |       |       |
|  | Sporting         | 2                | Sporting     | 1     |           |           |  |  |       |       |
|  |                  |                  | Sporting     | 1     |           |           |  |  |       |       |
|  |                  | Atlético         | 4            |       |           |           |  |  |       |       |
|  | Atlético         | Atlético         | 4            | 1     |           |           |  |  |       |       |
|  | Atlético         |                  |              | 1     |           |           |  |  |       |       |
|  | Villarreal       | 0                |              |       |           |           |  |  |       |       |
|  | Villarreal       | 0                |              |       |           |           |  |  |       |       |

### Cuartos de final
| 28 de diciembre de 2016, 17:00 | París Saint-Germain | 0 - 4 | FC Barcelona | El Peñón, Puerto de la Cruz |  |

| 28 de diciembre de 2016, 17:30 | Sevilla | 1 - 1 (0 - 2 p.) | Real Madrid | El Peñón, Puerto de la Cruz |  |

| 28 de diciembre de 2016, 18:00 | Real Betis | 1 - 2 | Sporting de Gijón | El Peñón, Puerto de la Cruz |  |

| 28 de diciembre de 2016, 18:30 | Atlético de Madrid | 1 - 0 | Villarreal | El Peñón, Puerto de la Cruz |  |

### Semifinales
| 29 de diciembre de 2016, 10:00 | Sporting de Gijón | 1 - 4 | Atlético de Madrid | El Peñón, Puerto de la Cruz |  |

| 29 de diciembre de 2016, 10:50 | FC Barcelona | 2 - 0 | Real Madrid | El Peñón, Puerto de la Cruz |  |

### Partido de Clausura (Fuera de Competición)
| 29 de diciembre de 2016, 19:45 | Selección Tenerife | 2 - 1 | Selección LaLiga Promises | El Peñón, Puerto de la Cruz |  |

### Final
| 29 de diciembre de 2016, 20:30 | FC Barcelona | 6 - 1 | Atlético de Madrid | El Peñón, Puerto de la Cruz |  |

| Bandera de España |
| FC Barcelona      |
| 6º título         |